# Benedykt Struzik
Benedykt Struzik (ur. 22 września 1935, zm. 10 lutego 2024) – polski działacz partyjny i państwowy, I sekretarz Komitetu Powiatowego PZPR w Chełmie, w latach 1982–1986 wicewojewoda chełmski.

## Życiorys
Wieloletni działacz Polskiej Zjednoczonej Partii Robotniczej. W latach 70. pierwszy sekretarz Komitetu Powiatowego PZPR w Chełmie, a od 1975 sekretarz tamtejszego Komitetu Wojewódzkiego PZPR. W 1975 po raz pierwszy wybrany do Wojewódzkiej Rady Narodowej w Chełmie, objął funkcję jej wiceprzewodniczącego. Od 1978 należał również do egzekutywy Komitetu Wojewódzkiego PZPR. Od 1982 do 1986 pozostawał wicewojewodą chełmskim, a w latach 1986–1988 członkiem Wojewódzkiej Komisji Kontrolno-Rewizyjnej PZPR.
Zmarł w wieku 88 lat, został pochowany na cmentarzu komunalnym w Chełmie.